# Lámagazella
A lámagazella vagy dibatag (Ammodorcas clarkei) az emlősök (Mammalia) osztályának párosujjú patások (Artiodactyla) rendjébe, ezen belül a tülkösszarvúak (Bovidae) családjába és az antilopformák (Antilopinae) alcsaládjába tartozó faj.
Nemének az egyetlen faja. A dibatag elnevezés a szomáli nyelvből származik, és „felemelt farkat” jelent, ami a gazella vészreakciójára utal; tudományos nevében a clarkei kitétel az első ismert példány beszerzőjére, T.W.H. Clarke-ra utal.

## Előfordulása
Délkelet-Etiópia Ogaden régiójában, illetve Szomália ezzel határos északi és középső vidékein él. Állománya mindkét országban jelentősen visszaszorult: Etiópiában Ogaden északi, erősen betelepült részéről szinte teljesen eltűnt, Közép-Szomáliában és a Hawd-fennsíkon is megritkult. Homokos talajú, félszáraz, különböző sűrűségű bozótosokban, cserjékkel mozaikosan tarkított síkságokon és nem túl magas tövisesek fedte szavannákon él 200-1200 méter közti tengerszint feletti magasságon.

## Megjelenése
A lámagazella magyar nevét a dél-amerikai lámákra emlékeztető testalkatáról kapta: nyaka és lábai vékonyak és hosszúak, teste karcsú. Testhossza 152-168 centiméter között mozog, amihez meglehetősen hosszú, 25-35 centiméteres farok csatlakozik, marmagassága pedig 80-88 centiméteres. Testtömege 22-35 kilogramm között mozog.
Szőrzetük a fehér fart és hasoldalt leszámítva szürkés homokszínű, míg a pofát gazellákra emlékeztető csíkozás díszíti: egy-egy fehér csík húzódik a szemek fölül a pofáig, az orrnyergen pedig gesztenyeszínű sáv fut végig. A bozontos farok fekete. Szarvakat csak a bikák viselnek, ezek alapjuknál gyűrűsek, afelett viszont simák. Hosszuk 10-25 centiméter, hátrafelé indulnak, majd függőlegesen hajolva hegyük előre mutat.

## Életmódja
A lámagazellák magányosan, párban vagy kisebb, 3-6 rokonból álló csordákban élnek. A bikák territóriumot tartanak fenn, amit vizelettel, trágyakupacokkal és az arcrészen levő illatmirigyek váladékaival jelölnek ki és megvédenek a riválisoktól: ilyenkor védekezésül mellső lábaik közé dugják orrukat, miközben az ellenfél nyakát és szarvait megcélozva megpróbálják kibillenteni őt az egyensúlyukból.
A dibatag különféle cserjék és fák leveleit és hajtásait fogyasztja, amelyek elérésében hosszú nyaka van segítségére. Alkalomadtán a zsiráfnyakú gazellához hasonlóan hátsó lábára emelkedik, hogy a magasabban növő táplálékot elérje. Vízigényét száraz élőhelyén alapvetően a táplálékául szolgáló növényekből fedezi, így csak csekély mennyiségű ivóvízre van szüksége.
Vész esetén a növényzet mögé rejtőzik, miközben mozdulatlanul szemléli a veszélyforrást. Színezete és alakja kiválóan elrejtik élőhelyén, de ha mégis észreveszik és megközelítik, égnek álló farokkal és hátrahajtott nyakkal menekül. Mozgására a poroszkálás jellemző, csak ritkán galoppozik.

## Szaporodása
A rejtőzködő dibatag szaporodásáról nem sokat tudunk. A párzásra tavasszal kerül sor, majd a 6-7 hónapig tartó vemhesség végeztével egyetlen borjú jön a világra októberben vagy novemberben. A kis gazella élete első két hetében rejtve marad, csak utána követi az anyját. Az ivarérettséget 1-1,5 éves korukban éri el. A lámagazella 10-12 évig élhet.

## Természetvédelmi helyzete
A dibatagot elsősorban a szárazságok és élőhelyének a túllegeltetés okozta degradációja fenyegeti, amit a két évtizede dúló szomáliai polgárháború csak fokoz a fegyverek elterjedése és a természetvédelem ellehetetlenülése révén. Bár húsát rendkívül ízletesnek találják, élőhelyének megközelíthetetlensége és rendkívüli óvatossága miatt a vadászat nem fenyegeti komolyan.
Élőhelyén mindenhol visszaszorult, becslések szerint az állomány több, mint 30%-kal csökkent az elmúlt mintegy húsz évben. Példányszáma ogadeni terepbejárásokon alapuló, óvatos becslések szerint valamivel 2500 fölött lehet, így a Természetvédelmi Világszövetség értékelése szerint még nincs végveszélyben, de mindenképpen sebezhető. Sem Szomáliában, sem Etiópiában nincsenek a lámagazellák számára menedéket nyújtó természetvédelmi területek és rezervátumok. Fogságban sehol sem tartják, noha ez rendkívüli fontosságú lehet a faj megmentésében.